# Однорідне розфарбування
| 111                                               | 112 | 123 |
| ------------------------------------------------- | --- | --- |
| Шестикутний паркет має 3 однорідних розфарбування |     |     |

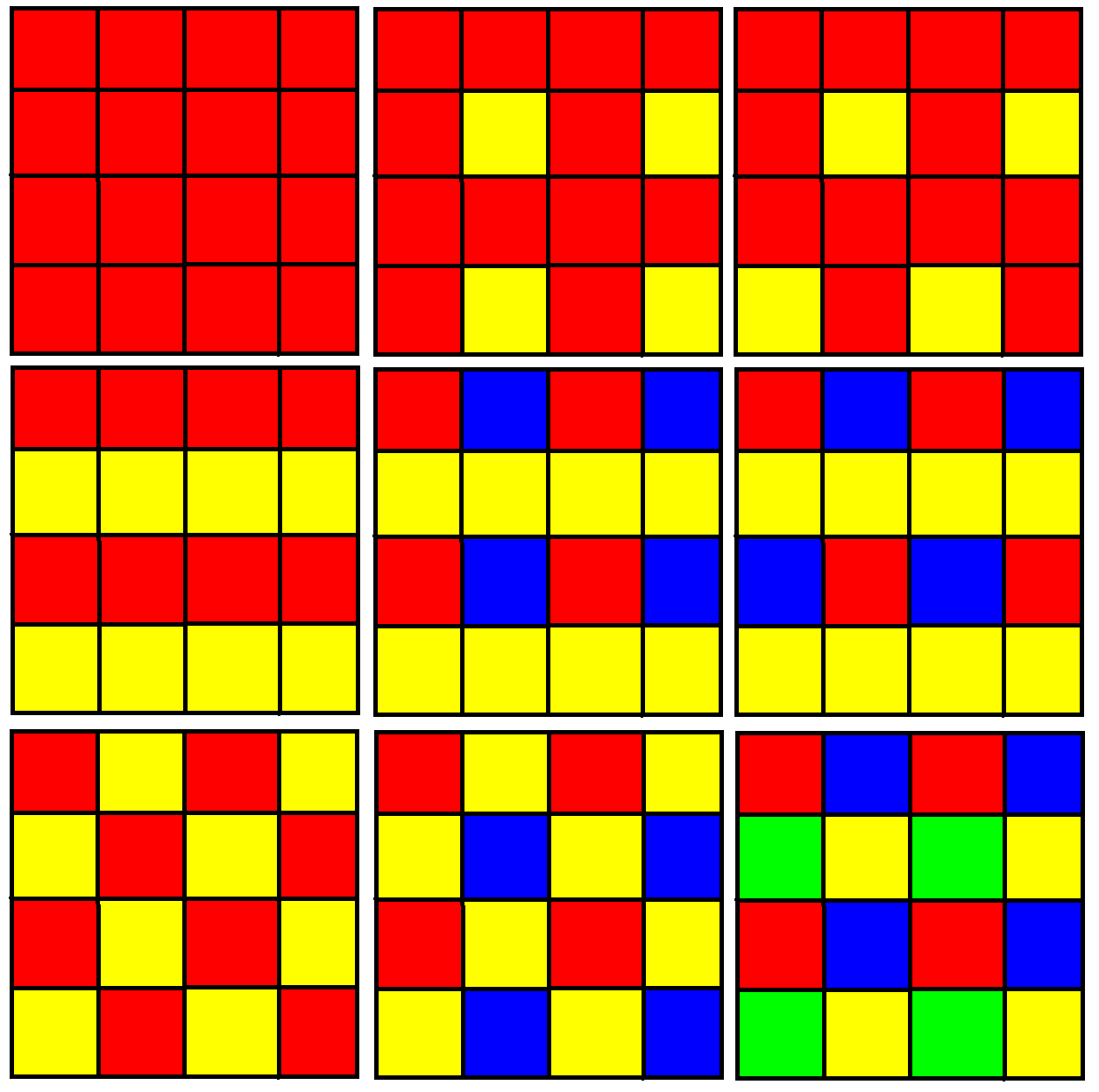
Квадратний паркет має 9 однорідних розфарбувань:
1111, 1112(a), 1112(b),1122, 1123(a), 1123(b),1212, 1213, 1234.

У геометрії однорідне розфарбування — властивість однорідної фігури (однорідної мозаїки або однорідного многогранника), яка розфарбована так, щоб бути вершинно-транзитивною. На тій самій геометричній фігурі з гранями, що мають різні однорідні колірні візерунки, можуть бути виражені різні симетрії.
Однорідне розфарбування можна задати, перелічивши різні послідовності індексів кольорів вершинної фігури.

## n-Однорідні фігури
Крім того, n-однорідне розфарбування є властивістю однорідної фігури, яка має n типів вершин, які разом є вершинно-транзитивними.

## Архімедове розфарбування
Пов'язаний з цим термін — архімедове розфарбування передбачає періодичне повторення розфарбування однієї вершинної фігури. Загальнішим терміном є k-архімедові розфарбування, які перелічують k відмінно забарвлених вершинних фігур.
Наприклад, зображене ліворуч архімедове розфарбування трикутної мозаїки має два кольори, але вимагає 4 унікальних кольорів за позиціями симетрії і стає 2-однорідним розфарбуванням (праворуч):
| 1-архімедове розфарбування 111112 | 2-однорідне розфарбування 112344 та 121434 |